# Maider Barros
Maider Barros Muñoz (Rentería, 4 de septiembre de 2001) es una jugadora de balonmano española que juega de extremo en el Costa del Sol Málaga. Es campeona del Mundo Universitaria con la selección española.

## Trayectoria
En 2019 llega al Balonmano Zuazo junto a Ariadna González y Mada Fernández a las órdenes de Jaito Rodríguez. Su puesto llega para cubrir la salida de Paula Valdivia al Rocasa y debuta ante el Bera Bera en la primera jornada, el 7 de septiembre marcando sus dos primeros goles en competición oficial el 6 de octubre en el Palacio de Deportes de Granollers ante el KH-7 Granollers.
En 2021 ficha por el Balonmano Porriño y, a las órdenes de Isma Martínez, junto a Haridian Rodríguez y de las argentinas Carolina Bono y Mica Casasola, coincidiendo con su prima, Maddi Bengoetxea. En 2021 consiguieron la mejor clasificación del equipo hasta la fecha y participa en la campaña 2024-25 por primera vez en competiciones europeas. Con el conjunto porriñés llegaron a la final de la Copa Europea de la EHF en la 2024/25, quedando subcampeonas, la mejor posición del equipo gallego en su historia. Al finalizar la temporada 2024/25 se marchó al Costa del Sol Málaga, equipo con el firmó por dos años.
En su periplo universitario se alzó con la victoria en el Campeonato de España Universitario con la Universidad de Vigo en los años 2021 y 2022.

### Clubes
- 2019-21: Balonmano Zuazo
- 2021-25: Balonmano Porriño
- 2025-: Costa del Sol Málaga

#### Datos
|                       | Liga | Copa | EHF | Total |
| --------------------- | ---- | ---- | --- | ----- |
| Partidos              | 114  | 13   | -   | 127   |
| Goles                 | 278  | 22   | -   | 300   |
| Datos a julio de 2024 |      |      |     |       |

### Selección
En junio de 2024 su compañera en Porriño, Aitana Santóme y ella fueron llamadas por el seleccionador nacional universitario (Isma Martínez) para el Campeonato del Mundo celebrado en Antequera. La selección española se alzó como Campeona del Mundo Universitaria 2024 tras vencer en la final a Francia.

## Títulos y galardones

### Selección española
- 1 x  Medalla de oro Campeonato del Mundo Universitario (2024)